# Shiny Happy People
«Shiny Happy People» és el divuitè senzill de la banda estatunidenca R.E.M., el segon extret de l'àlbum Out of Time, el maig de 1991 al Regne Unit per Warner Bros. Records. En la veu hi va col·laborar Kate Pierson de la banda The B-52s, que també va aparèixer en el videoclip.
Es tracta d'un tema pop accessible i optimista basat en un compàs de vals, i conté guitarra i lletra alegre.
El videoclip va ser dirigit per Katherine Dieckmann, inspirat en la pel·lícula Letter From an Unknown Woman (1948) de Max Ophuls.
Van estrenar la cançó en el programa de televisió Saturday Night Live el 13 d'abril de 1991 i van comptar amb la participació de Pierson. Malgrat que aquesta cançó va permetre a la banda eixamplar la seva popularitat en el mainstream després de d'haver-se catapultat amb «Losing My Religion», la banda va declarar posteriorment que odiaven la cançó. Això va quedar demostrat pel fet que mai no la van incloure en cap recopilatori d'èxits i rarament l'han interpretat en directe.

## Llista de cançons
Totes les cançons foren escrites i compostes per Bill Berry, Michael Stipe, Peter Buck i Mike Mills. 
| 1. | «Shiny Happy People» (versió àlbum) | 3:44 |
| 2. | «Forty Second Song»                 | 1:20 |

| 1. | «Shiny Happy People»                                                        | 3:45 |
| 2. | «Forty Second Song»                                                         | 1:20 |
| 3. | «Losing My Religion» (versió directe acústica, Rockline, 1 d'abril de 1991) | 4:36 |

| 1. | «Shiny Happy People»                                  | 3:45 |
| 2. | «I Remember California» (directe, extret de Tourfilm) | 5:42 |
| 3. | «Get Up» (directe, extret de Tourfilm)                | 3:15 |
| 4. | «Pop Song '89» (directe, extret de Tourfilm)          | 3:30 |

## Crèdits
R.E.M.
- Bill Berry – bateria, percussió
- Peter Buck – guitarra elèctrica
- Mike Mills – baix, cantant, òrgan
- Michael Stipe – cantant

Músics addicionals
- David Arenz– violí
- Ellie Arenz – violí
- Mark Bingham – arranjaments de corda
- David Braitberg – violí
- Andrew Cox – violoncel
- Reid Harris – viola
- Peter Holsapple – guitarra acústica
- Ralph Jones – baix doble
- Dave Kempers – violí
- Elizabeth Murphy – violoncel
- Paul Murphy – viola
- Kate Pierson – cantant
- Jay Weigel – enllaç orquestra